# Saga de Geralt de Rivia
La Saga de Geralt de Rivia o la Saga del brujo (en polaco, Saga o wiedźminie) es una serie de cuentos y novelas de fantasía heroica creada por el escritor polaco Andrzej Sapkowski. Consta de diez libros (publicados en español como nueve por la editorial Bibliópolis). En ellos se narran las aventuras de una serie de personajes, centrados en torno al brujo Geralt de Rivia, uno de los últimos brujos sobre la tierra. En el universo de Sapkowski los brujos son cazadores de monstruos. Dichos brujos han sido genéticamente modificados en su juventud para desarrollar habilidades sobrenaturales y capacidades superiores de combate. La saga ha sido adaptada a historietas, televisión, juegos de mesa, juegos de cartas, videojuegos, y más recientemente la plataforma de series y películas Netflix lanzó una serie llamada The Witcher.

## Historia editorial

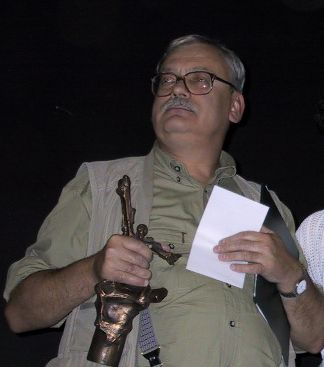
Andrzej Sapkowski, autor de la saga.

Los cuentos fueron publicados inicialmente por la revista polaca Fantastyka, comenzando a mediados de la década de 1980. El primer cuento, llamado Wiedźmin (El brujo), fue escrito en 1986 para un concurso realizado por dicha publicación, quedando en el tercer lugar. Posteriormente las cuatro primeras historias que retratan al brujo Geralt de Rivia fueron presentadas en una colección de cuentos titulada Wiedźmin en conjunto con Droga, z której się nie wraca (El camino sin retorno), que transcurre antes de las historias del brujo.
La segunda colección de cuentos publicada fue Miecz przeznaczenia (La espada del destino). Subsecuentemente El último deseo fue publicado tras ésta, sustituyendo a Wiedźmin como el primero de los libros por orden cronológico, al incluir todos los cuentos de la saga salvo por El camino sin retorno, convirtiéndose en el principio de la historia de manera retroactiva.
Entre 1994 y 1999 fueron publicadas cinco novelas que componen el cuerpo central de la saga. Estas son: La sangre de los elfos, Tiempo de odio, Bautismo de fuego, La torre de la golondrina y La dama del lago.
Posteriormente fue publicado Coś się kończy, coś się zaczyna (Cuando algo termina, algo comienza), una colección conteniendo un final alternativo para la saga, escrito inicialmente para los amigos de Sapkowski, que incluía otras historias cortas sin conexión directa con la serie. En algunas ediciones polacas los cuentos El camino sin retorno y Cuando algo termina, algo comienza fueron adicionados a El último deseo o La espada del destino.
En 2013, Sapkowski regresó a la serie con una última novela, Estación de tormentas. Esta es una historia independiente de la saga central.

## Libros
|    | Título original                 | Título en español         | 1ª edición original | 1ª edición en español |
| -- | ------------------------------- | ------------------------- | ------------------- | --------------------- |
| 0. | Wiedźmin (obsoleto)             | -                         | 1990                | -                     |
| 1. | Ostatnie życzenie               | El último deseo           | 1993                | 2002                  |
| 2. | Miecz przeznaczenia             | La espada del destino     | 1992                | 2002                  |
| 3. | Krew elfów                      | La sangre de los elfos    | 1994                | 2003                  |
| 4. | Czas pogardy                    | Tiempo de odio            | 1995                | 2004                  |
| 5. | Chrzest ognia                   | Bautismo de fuego         | 1996                | 2005                  |
| 6. | Wieża Jaskółki                  | La torre de la golondrina | 1997                | 2006                  |
| 7. | Pani Jeziora                    | La dama del lago          | 1999                | 2009                  |
| 8. | Coś się kończy, coś się zaczyna | Camino sin retorno        | 2000                | 2001                  |
| 9. | Sezon burz                      | Estación de tormentas     | 2013                | 2015                  |

## Ambientación

### Escenario
Las historias transcurren en un continente sin identificar, el cual fue poblado miles de años atrás por elfos provenientes de otra dimensión. Cuando estos llegaron, sólo encontraron gnomos y enanos en la región. Tras un cruento periodo de guerras entre estas razas, los enanos se retiraron hacia las montañas y los elfos se establecieron en las planicies y los bosques. Colonos humanos llegaron aproximadamente 500 años antes de los acontecimientos sobre los que versan las historias, dando inicio a un nuevo periodo de guerras.
Los humanos, victoriosos en este nuevo periodo bélico, se convirtieron en la raza dominante empujando a las razas no-humanas a vivir dentro de guetos al interior de los asentamientos humanos. Aquellos que no residen en los guetos viven en regiones desérticas aún no conquistadas por los humanos. Entre las razas inteligentes que habitan el continente se cuentan a medianos, dríades, hombres lobo y vampiros, todos surgidos a partir de un acontecimiento mágico denominado Conjunción de las Esferas.
Durante los siglos anteriores a las novelas, la mayoría de las regiones del sur del continente fueron unificadas en el Imperio de Nilfgaard, mientras que el norte permaneció fragmentado en una serie de estados feudales. La saga transcurre durante la primera gran guerra entre el Imperio de Nilfgaard y los Reinos del Norte.

### Geografía
A pesar de que ningún mapa de su universo ha sido develado por Sapkowski, muchos de estos han sido creados por admiradores. De acuerdo con el escritor, estos mapas son "casi perfectos" y él personalmente usa una versión creada por el traductor checo Stanislav Komárek.
El continente se encuentra dividido en cuatro regiones. Los Reinos del Norte (donde transcurre la mayor parte de la saga) consisten en Aedirn, Cidaris, Cintra, Liga de Hengfors, Kaedwen, Kerack, Kovir y Poviss, Lyria y Rivia, Redania, Temeria y Verden, además de varios ducados y principados menores como Bremervoord o Ellander. El Imperio de Nilfgaard ocupa la mayor parte del área al sur y los reinos del norte. La parte oriental del continente, como el desierto de Korath, Zerrikania, Hakland y las montañas de Fiery es desconocida en su mayoría. La serie además menciona países extranjeros que comercian ocasionalmente con los Reinos del Norte, incluidos Zangvebar, Ofir, Hannu y Barsa.

### Lenguaje

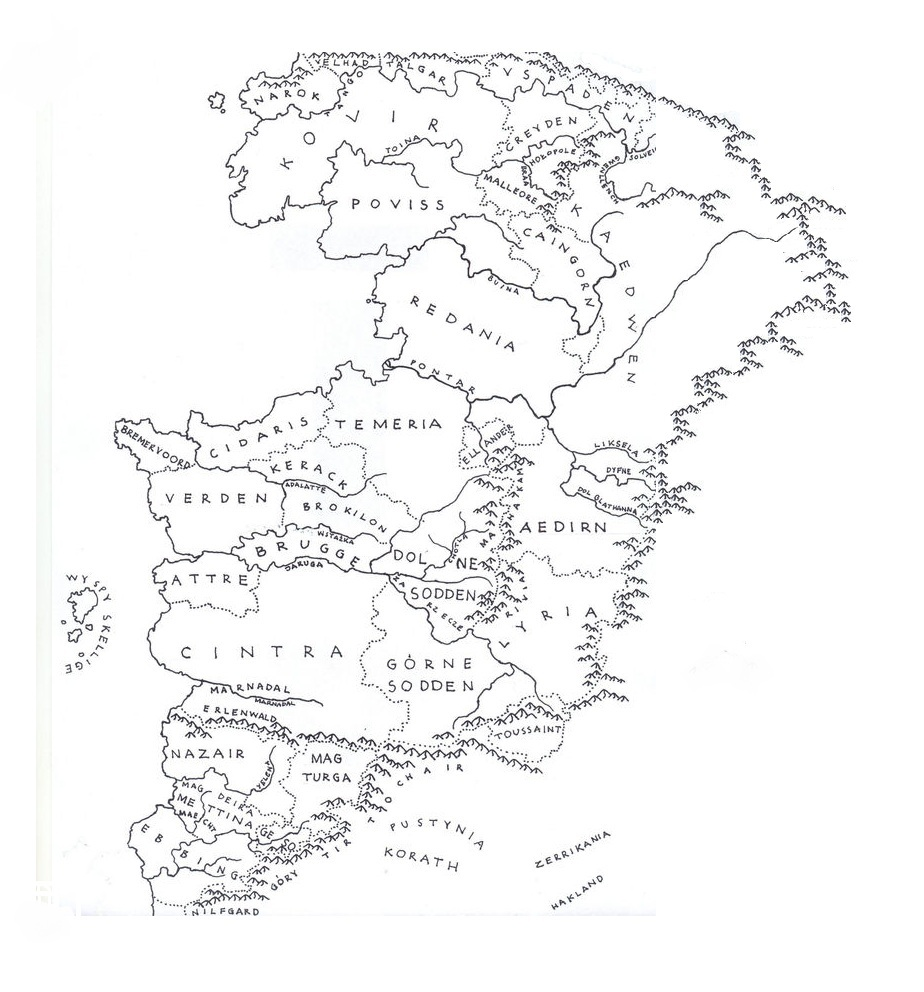
Mapa del continente donde se ambientan las historias.

Sapkowski también creó una lengua exclusivamente para la serie, la cual denomina "lengua ancestral"; tiene como base los idiomas inglés, francés, galés, irlandés y latín, entre otros. Un dialecto de esta lengua es hablado en las islas de Skellige y por los Nilfgaardianos.

## Cine y televisión
The Hexer es el título internacional tanto de la película Wiedźmin (2001) como de la serie de televisión (2002) dirigidas por Marek Brodzki, adaptadas por Michał Szczerbic y producidas por Lew Rywin. El papel de Geralt fue interpretado por Michał Żebrowski, y la música la compuso Grzegorz Ciechowski. La película era esencialmente un resumen de los episodios de la serie de televisión reducidos a dos horas, y recibió críticas muy pobres tanto de los fanes como de la crítica y el propio Sapkowski, cuyos diálogos se rechazaron por no ser comerciales.
Los trece capítulos de la serie de televisión se emitieron al año siguiente. La serie era mucho más coherente que la confusa película, pero aun así adolecía de los mismos problemas que aquella, incluyendo el rechazo explícito del autor, por lo que fue un fracaso. No existe versión oficial de la misma en otro idioma que el polaco.
En 2019 se estrenó en Netflix The Witcher, una serie televisiva que adapta los libros del brujo. La serie cuenta con Sean Daniel y Jason Brown como productores; Henry Cavill interpreta a Geralt de Rivia; con efectos especiales a cargo de Platige Image S.A.
La serie se estrenó el 20 de diciembre de 2019 y cuenta con ocho episodios en su primera temporada. El rodaje de la serie se realizó en las islas de La Palma y Gran Canaria (Islas Canarias) y en localizaciones de Europa del Este.
Recientemente Netflix ha anunciado que tiene en marcha dos spin-off de su serie principal: uno titulado The Witcher: Blood Origin, situado temporalmente 1200 años antes que los acontecimientos de The Witcher, y otro con el nombre de The Witcher: Nightmare of the wolf que versará sobre el maestro de Geralt, Vesemir, y será de animación.

## Videojuegos
En octubre de 2007 fue lanzado The Witcher, un juego RPG para PC, desarrollado y puesto a la venta por el estudio polaco CDProjekt, donde se cuenta la historia de Geralt posterior a la finalización del último libro. El brujo, que ha perdido la memoria, regresa a Kaher Morhen solo para ver cómo un grupo llamado La Salamandra roba los secretos de los brujos y matan al último discípulo de los brujos; así Geralt se embarca en una gran aventura donde intenta recuperar sus recuerdos y vengar a los brujos.
Un año después de su lanzamiento oficial, el juego recibió la versión "Enhanced Edition", corrigiendo varios errores de la edición original y mejorando muchos aspectos del mismo.
El juego ha ganado renombre internacional y ha ganado más de 90 premios de la crítica. Adicionalmente, The Witcher entró a la historia al convertirse en uno de los 100 juegos más vendidos para PC de toda la historia con un récord de ventas de 1.2 millones alrededor del mundo.
Una segunda versión, titulada The Witcher: Rise of the White Wolf, pensada para las consolas de sobremesa Xbox 360 y PlayStation 3, y prevista inicialmente para otoño de 2009, fue cancelada.

Pese a ello, CD Projekt trabajó en la segunda entrega: The Witcher 2: Assassins of Kings, puesta a la venta el 17 de mayo de 2011. Esta secuela continuó donde terminó la primera, corrigiendo errores de The Witcher y remodelando por completo el sistema de combate. También introdujo unos gráficos impactantes para su época: se destacó especialmente en el uso abrumador de luces y sombras ambientales y la opción gráfica "hiperrealismo", donde el juego genera varias veces cada imagen para conseguir un resultado mucho más pulido, a costa del rendimiento. 
En la convención E3 de 2011 se publicó la adaptación del juego a Xbox 360. El 17 de abril de 2012 se estrenó la secuela en la consola Xbox 360, contando con excelentes críticas por su adaptación a la consola de Microsoft.
El 19 de mayo de 2015, después de un tiempo de retraso, salió a la venta la tercera entrega del videojuego, The Witcher 3: Wild Hunt. El juego está protagonizado por Geralt de Rivia, Vesemir, Yennefer, Triss Merigold y Ciri. Esta entrega recibió críticas extremadamente positivas, ganando más de 200 premios y siendo catalogada por la mayoría de medios de videojuegos como "Mejor videojuego del año 2015", además de catapultar a la fama a su empresa desarrolladora, CD Projekt RED, para convertirse en una de las compañías más valoradas en el ámbito, debido a sus decisiones tomadas sobre DLC, expansiones y su negativa a incorporar DRM (gestión de derechos digitales).

## Cómics
Hay tres series de cómics ambientadas en el mundo de Geralt de Rivia.
La colección polaca está basada en historias cortas de Sapkwoski. Escrita por Maciej Parowski y e ilustrada por Bogusław Polch, fue publicada por la editorial Prószyński i S-ka entre 1993 y 1995 y está formada por seis números:
- Droga bez powrotu (Camino sin retorno).
- Geralt (basado en el relato El brujo).
- Mniejsze zło (basado en el relato El mal menor).
- Ostatnie życzenie (basado en el relato corto El último deseo).
- Granica możliwości (basado en el relato Las fronteras de lo posible).
- Zdrada (La traición, basado en una idea de Sapkowski).

La segunda serie, de la editorial Egmont, fue publicada en 2011 y pertenece a la franquicia de CD Projekt Red. Está ambientada en el mundo de los videojuegos.
La componen:
- Razón de Estado. Cómic dividió en dos partes. Escrito por Michał Gałek, ilustrado por Arkadiusz Klimek y coloreado por Łukasz Poller.
- The Witcher: Matters of Conscience. Secuela directa del anterior, solo disponible de forma digital.

La serie de Dark Horse Comics. También perteneciente a CD Projekt Red, por lo tanto ambientada en el mundo de los videojuegos. En España son publicados por Norma Editorial.
- La casa de las vidrieras (2014). Escrito por Paul Tobin, ilustraciones de Joe Querio y color de Carlos Badilla.
- Las hijas del zorro (2015). Escrito por Paul Tobin, ilustraciones de Joe Querio y color de Carlos Badilla.
- La maldición de los cuervos (2016). Escrito por Paul Tobin e ilustrado por Piotr Kowalski.
- De sangre y fuego (2018). Escrita por Aleksandra Motyka e ilustrada por Marianna Strychowska.
- Recuerdos evanescentes (2021). Historia de Bartosz Sztybor, ilustración de Ahmad Mir y color de Hamidreza Sheykh.